# Saint-Mont
Saint-Mont là một xã của tỉnh Gers, thuộc vùng Occitanie, tây nam nước Pháp.